# Aneta Oniszczuk-Jastrząbek
Aneta Iwona Oniszczuk-Jastrząbek (ur. 1974) – polska ekonomistka, inżynier, dr hab. nauk ekonomicznych, profesor uczelni, oraz kierowniczka Katedry Transportu i Handlu Morskiego Wydziału Ekonomicznego Uniwersytetu Gdańskiego. W latach 2019–2020 prorektor Uniwersytetu Gdańskiego.

## Życiorys
W 1998 ukończyła studia w zakresie zarządzania i marketingu na Politechnice Gdańskiej. Od 1999 związana jest z Uniwersytetem Gdańskim. 19 grudnia 2003 obroniła pracę doktorską Wpływ klienta na jakość usług portowych, 18 czerwca 2015 habilitowała się na podstawie pracy zatytułowanej Przedsiębiorczość w budowaniu zdolności konkurencyjnej przedsiębiorstwa. Otrzymała nominację profesorską. Objęła funkcję profesora nadzwyczajnego w Gdańskiej Wyższej Szkole Humanistycznej (była prorektorem tej uczelni), oraz w Instytucie Transportu i Handlu Morskiego na Wydziale Ekonomicznym Uniwersytetu Gdańskiego (pełniła funkcję dyrektora instytutu).
Piastuje stanowisko profesora uczelni, a także kierownika w Katedrze Transportu i Handlu Morskiego na Wydziale Ekonomicznym Uniwersytetu Gdańskiego. W latach 2019–2020 była prorektorem UG. W grudniu 2020 została dyrektorem Centrum Komunikacji i Promocji UG. W 2021 objęła stanowisko zastępcy Kanclerza ds. Informatyzacji, Komunikacji i Promocji UG. W lutym 2024 została pełniącą obowiązki Kanclerza Uniwersytetu Gdańskiego. W maju tego samego roku została powołana na stanowisko kanclerza tej uczelni.